# Bandiera occidentale di Ujimqin
La bandiera occidentale di Ujimqin (西乌珠穆沁旗S, Xī Wūzhūmùqìn QíP) è una bandiera della Cina, situata nella regione autonoma della Mongolia Interna e amministrata dalla lega di Xilin Gol.